# Szan ángelosz sz’agápisza
A Szan ángelosz sz’agápisza (görögül: Σαν άγγελος σ'αγάπησα; magyarul: Angyalként szerettelek) egy dal, amely Ciprust képviselte a 2011-es Eurovíziós Dalfesztiválon Düsseldorfban. A dalt a ciprusi Hrísztosz Milórdosz adta elő görög nyelven.
Az énekes 2010. szeptember 10-én nyerte el az indulás jogát, ezután a dalt nemzeti döntő nélkül választották ki, és 2011. február 28-án hozták nyilvánosságra.
Az Eurovíziós Dalfesztiválon a dalt a május 12-én rendezett második elődöntőben adták elő, a fellépési sorrendben kilencedikként, a svéd Eric Saade Popular című dala után, és a bolgár Poli Genova Na inat című dala előtt. Az elődöntőben 16 ponttal a tizennyolcadik helyen végzett, így nem jutott tovább a május 14-i döntőbe.
A következő induló Ívi Adámu La La Love című dala volt a 2012-es Eurovíziós Dalfesztiválon.

## Lásd még
- Hrísztosz Milórdosz
- 2011-es Eurovíziós Dalfesztivál